# 東京仙履奇緣
《東京仙履奇緣》，又譯《我的妹妹是灰姑娘》，是富士電視台在日本的1994年10月17日到12月19日每逢星期一21:00～21:54放映的電視連續劇。在播放最後一集時，電視台把播放時間延長至21:03～22:24。全套劇總共有10集，平均收視有24.6%、最高收視有30.7%（最終回）。

## 概要
平凡的鄉下女孩松井雪子（和久井映見飾演），因為一支紅雨傘而與溫柔的企業小開高木雅史（唐澤壽明飾演）浪漫邂逅…兩個身分際遇天差地遠的有情人，是否真能超越鴻溝，譜下完美的童話故事呢？
溫柔可人的和久井映見與風度翩翩的唐澤壽明、放浪不羈的岸谷五朗和倔強任性的鶴田真由，兩對個性互異的兄妹，因緣際會交織成終極純愛物語－「東京仙履奇緣」！

## 登場人物
松井雪子：和久井映見
能登出身、在東京工作，個性純樸的粉領族。
高木雅史：唐澤壽明
高木公司的社長。
松井菊雄：岸谷五朗
雪子的哥哥。應該成為民宿的繼承人、但突然上東京找雪子並進入的雪子公寓。是疼愛妹妹的熱血男兒。
高木瞳：鶴田真由
雅史的妹妹。與父親斷絕父女關係，與他人同居。
大野健一：KATSUMI（渡邊克巳）
瞳的男友。
高木浩一郎：神山繁
雅史與瞳的父親。高木公司會長。
三浦真司：豐原功補
雅史的朋友兼秘書。
松井忠志：河原崎長一郎
雪子的父親。在能登經營民宿。
松井孝子：河内桃子
雪子的母親。患有心臓病。
中村美津子：西田尚美
雪子的同事。
木原美咲：森口瑤子
雅史的前女友。
佐佐木正行：小林進
雅史的司機。
神崎初惠：五十嵐淳子
神崎産業的千金小姐。雅史的策略結婚對象。

## 客串演出
高島礼子
生瀬勝久
勝部演之

## 製作人員
- 導演：永山耕三（富士電視台）、林徹（富士電視台）
- 製作人：大多亮（富士電視台）、小岩井宏悦（富士電視台）
- 脚本：水橋文美江
- 音樂：日向敏文
- 製作出品：富士電視台

## 主題歌
- 「邂逅」作詞・作曲：飛鳥涼 編曲：澤近泰輔 歌：CHAGE&ASKA

## 獎項
| 年份   | 名稱            | 獎項           | 提名者/獲獎者      | 結果 |
| ------ | --------------- | -------------- | ------------------ | ---- |
| 1994年 | 第3回日劇學院賞 | 最佳作品       | 東京仙履奇緣       | 提名 |
| 1994年 | 第3回日劇學院賞 | 最佳男主角     | 唐澤壽明           | 提名 |
| 1994年 | 第3回日劇學院賞 | 最佳女主角     | 和久井映見         | 獲獎 |
| 1994年 | 第3回日劇學院賞 | 最佳男配角     | 岸谷五朗           | 獲獎 |
| 1994年 | 第3回日劇學院賞 | 最佳女配角     | 鶴田真由           | 獲獎 |
| 1994年 | 第3回日劇學院賞 | 最佳電視劇歌曲 | 《邂逅》恰克與飛鳥 | 提名 |

## 海外放映
電視劇播放時，正值東亞地區的日劇熱潮。本劇在台灣由衛視中文台於1995年7月31日首播，緯來日本台於2001年6月7日重播。雖然這套劇並未有在香港的電視台播放，但由於可以在旺角的商店購買電視劇的VCD，本劇在香港亦有一定的知名度。

## 收視率
| 集數   | 播出日期   | 原標題                       | 副題             | 收視率 |
| ------ | ---------- | ---------------------------- | ---------------- | ------ |
| 第1回  | 1994.10.17 | 始まりはいつも雨             | 戀愛的開端       | 24.8%  |
| 第2回  | 1994.10.24 | プライド                     | 自尊心           | 19.7%  |
| 第3回  | 1994.10.31 | 世界で一番ステキなプレゼント | 世上最美好的贈禮 | 22.5%  |
| 第4回  | 1994.11.7  | もて遊ばれた憧れ             | 被玩弄的戀情     | 22.6%  |
| 第5回  | 1994.11.14 | お兄ちゃん許して             | 兄的寬恕         | 24.6%  |
| 第6回  | 1994.11.21 | 深く傷ついても               | 被重傷的心       | 25.2%  |
| 第7回  | 1994.11.28 | 泣くな妹、泣くな             | 別哭妹妹         | 23.5%  |
| 第8回  | 1994.12.5  | 王子様の告白                 | 王子的告白       | 24.7%  |
| 第9回  | 1994.12.12 | おめでとう、お兄ちゃん       | 恭喜恭喜！！大哥 | 24.2%  |
| 最終回 | 1994.12.19 | めぐり逢い                   | 圍繞在身旁       | 30.7%  |

- 平均收視率　24.6%

## 關連商品
- 東京仙履奇緣 DVD-BOX（ポニーキャニオン、2010年3月17日販售）
- 東京仙履奇緣Vol.1～Vol.4（ポニーキャニオン、1995年3月1日販售）